# Тилло (Турция)
Тилло (тур. Tillo) — город и район в провинции Сиирт (Турция). Расположен примерно в 7 км к северо-востоку от города Сиирт.

## Население
По данным на 2012 год, в городе проживает 1832 человека (1040 мужчин и 792 женщины). Население района составляет 3876 человек (2031 мужчина и 1845 женщин).		

## История
В древности город носил название Тилло. После того, как в 1514 году он вошёл в состав Османской империи, он был переименован в Айдынлар. 30 октября 2013 года городу было возвращено историческое название.